# Christina Schwanitz
Christina Schwanitz, nemška atletinja, * 24. december 1985, Dresden, Vzhodna Nemčija.
Nastopila je na poletnih olimpijskih igrah v suvanju krogle v letih 2008, 2012 in 2016, ko je dosegla svojo najboljšo uvrstitev s šestim mestom. Na svetovnih prvenstvih je osvojila naslov prvakinje leta 2015 in podprvakinje leta 2013, na svetovnih dvoranskih prvenstvih srebrno medaljo leta 2014, na evropskih prvenstvih dva zaporedna naslova prvakinje v letih 2014 in 2016, na evropskih dvoranskih prvenstvih pa zlato in srebrno medaljo. 